# Antoniuskapelle im Herzoghof

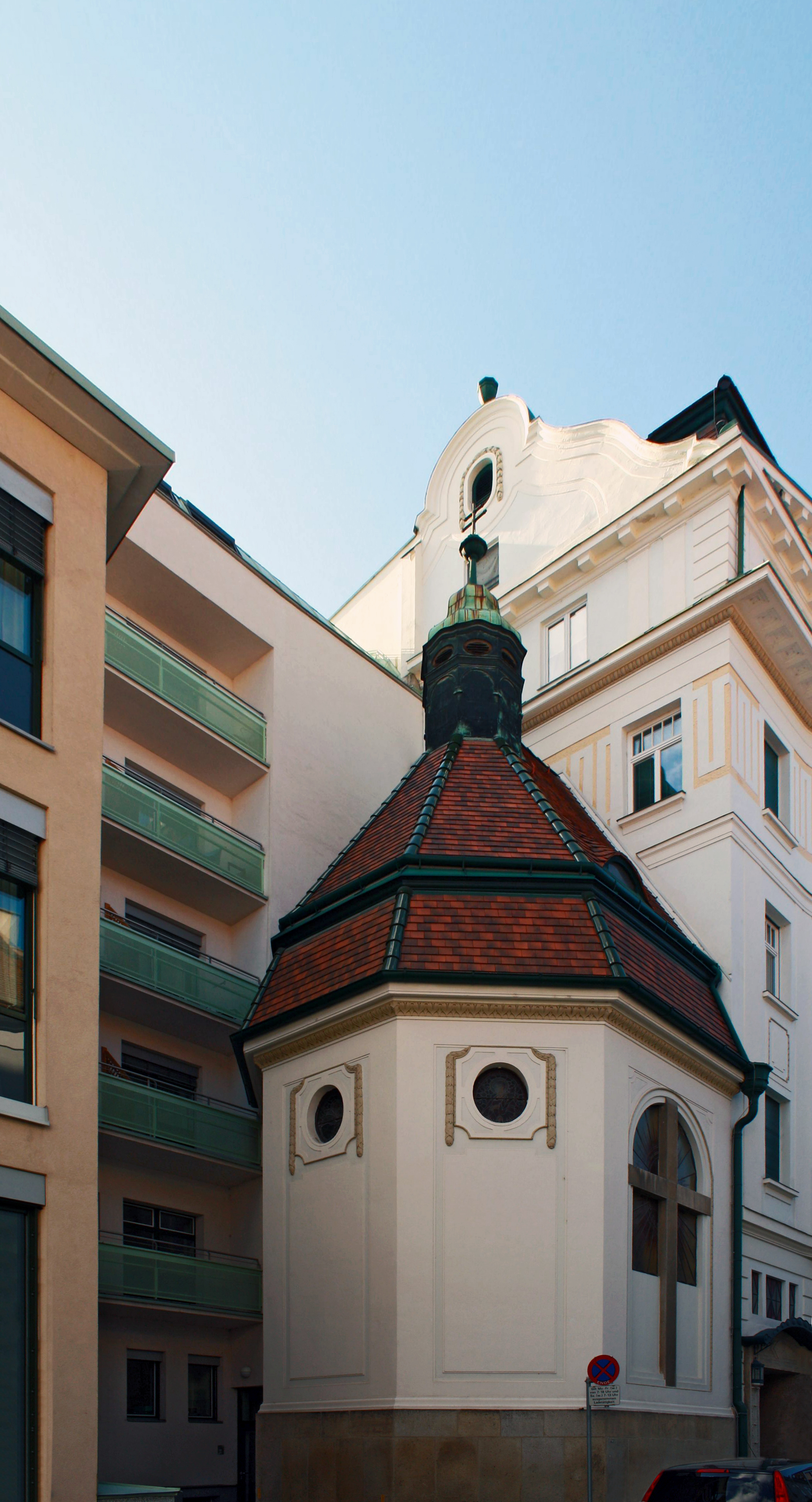
Antoniuskapelle

Die Antoniuskapelle im Herzoghof ist eine dem hl. Antonius geweihte Kapelle in Baden bei Wien. Sie steht unter Denkmalschutz.
Der Herzoghof dürfte ursprünglich im Besitz der Babenberger gewesen sein. 1420 wurde er mit der westlich der Stadtpfarrkirche gelegenen Burg Baden vereinigt. Im Jahre 1575 schenkte Kaiser Maximilian II. das Herzogbad den niederösterreichischen Ständen. 1673 gelangte der Herzoghof an den niederösterreichischen Landmarschall Graf Ferdinand Max von Sprinzenstein und von diesem an dessen Schwester, Eleonore Gräfin von Lamberg († 28. November 1704). Im Türkenkrieg 1683 wurde das Gebäude zerstört. Im Jahre 1704 trug sich die Gräfin Katharina von Lamberg mit dem Plan zur Errichtung einer Kapelle zu Ehren des heiligen Antonius von Padua, und 1708 wurde diese fertiggestellt. Dies ging aus einer Jahreszahl hervor, die sich mit dem Wappen der Lamberg (weißes Lamm auf einem Berg) und einer Sonnenuhr an der Südseite des ehemaligen Gebäudes befand. 1716 kaufte die Stadt Baden das Herzogbad. Beim großen Stadtbrand des Jahres 1812 blieb das Gebäude vom Feuer verschont. 1876 kam es zur Demolierung des zur Renngasse gelegenen Stöckls (Nebengebäudes) an dessen Stelle dann das Hotel Zum grünen Baum errichtet wurde. 1908/09 erfolgte der Abbruch des ganzen Gebäudekomplexes samt der Kapelle und ein vollständiger Neubau im Jugendstil. Die heutige Antoniuskapelle trägt in ihrer Baulichkeit ebenfalls die Züge des Jugendstils. Sie ist zugänglich von der Einfahrtshalle des Herzoghofs.
Der Altar wurde aus der alten, barocken Kapelle übertragen. Die freistehende Mensa besteht aus Holz, in Weiß mit Gold. Das Retabel besitzt seitlich Voluten, auf denen anbetende Putten knien. In der Mitte befindet sich unter einem baldachinartig drapierten grünen Vorhang ein Marienbild und darüber eine große vergoldete Krone. Beiderseits des Bildes sitzen Putten mit Leuchtern. Der Altar stammt aus der Mitte des 18. Jahrhunderts. Auf dem Altartisch steht in der Mitte eine barocke Kreuzigungsgruppe aus Holz, vergoldet, das Kreuz schwarz, mit den Gestalten der Maria Magdalena, der Mutter Jesu und des Jüngers Johannes. Seitlich davon befinden sich barocke, vergoldete Holzleuchter. An der Wand über dem Altar hängt ein Bild in altem, geschnitztem Rahmen, das den heiligen Antonius von Padua darstellt, wie er von Maria das Jesuskind empfängt: eine unbedeutende Arbeit aus der Mitte des 18. Jahrhunderts. Beiderseits des Bildes sind schwebende Engel angebracht. An den Seitenwänden der Kapelle befinden sich auf Konsolen polychrome Statuen, darstellend den heiligen Johannes Nepomuk, den heiligen Antonius von Padua mit dem Jesuskind auf dem Arm, die heilige Mutter Anna mit Maria als Kind im Arm, und Maria, deren Brust von einem Schwert durchbohrt erscheint. Die Rückwand ist mit Statuen in Weiß, ebenfalls auf Konsolen, versehen, darstellend zwei heilige Diakone. Diese Figuren stammen aus dem 18. Jahrhundert. Das aus der Magdalenenkapelle stammende Bild von Matthäus Mutz (1739–1820), Maria Magdalena zu Füßen des Kreuzes, das nach Hermann Rollett in die Herzoghofkapelle gekommen war, wird 1924 als bereits verschollen bezeichnet.
In der Kapelle des Herzoghofes wird nur sehr selten Gottesdienst gehalten.